# Arytera neoebudensis
Arytera neoebudensis är en kinesträdsväxtart som först beskrevs av André Guillaumin, och fick sitt nu gällande namn av H. Turner. Arytera neoebudensis ingår i släktet Arytera och familjen kinesträdsväxter. Inga underarter finns listade i Catalogue of Life.